# Street Fighter IV
Street Fighter IV er et videospil i fighting-genren fra 2008, udviklet af Capcom. Spillet er udkommet først til arcade, og senere til PS3 Xbox 360 og PC. I hjemmeudgaverne er der mulighed for at udfordre andre spillere online. Street Fighter IV er efterfølgeren til Street Fighter III fra 1997.

## Figurer
Samtlige figurer fra den oprindelige udgave af Street Fighter II er spilbare side om side med en række figurer fra Street Fighter Alpha-serien og et antal helt nye figurer. I hjemmeudgaven er antallet af figurer, der er tilgængelige fra begyndelsen, begrænset, og spilleren kan låse op for resten ved at gennemføre spillets "arcade mode" gentagne gange. Det er muligt at låse op for spillets slutboss, Seth, som også kan anvendes i online-kampe.
Følgende figurer er spilbare:

### De otte oprindelige figurer fra Street Fighter II
- Ryu
- Ken
- Chun-Li
- Zangief
- Dhalsim
- E. Honda
- Blanka
- Guile

### De fire boss-figurer fra Street Fighter II
- Balrog
- Vega
- Sagat
- M. Bison

### Andre figurer fra tidligere Street Fighter-spil
- Akuma
- Sakura (*)
- Rose (*)
- Dan (*)
- Fei Long (*)
- Cammy (*)
- Gen (*)

### Nye figurer
- Rufus
- C. Viper
- El Fuerte
- Abel
- Gouken
- Seth (slutboss) (*)

(*) Kun spilbar i hjemmeudgaverne

## Super Street Fighter IV
Ligesom Street Fighter II fra 1991 blev efterfulgt af en "super"-udgave med nye figurer og diverse ændringer, blev Street Fighter IV efterfulgt af Super Street Fighter IV, som udkom til PS3 & Xbox 360 i 2010.
Super Street Fighter IV
- Hakan
- Dudley (fra Street Fighter 3)
- Ibuki (fra Street Fighter 3)
- Makoto (fra Street Fighter 3)
- Adon (fra Street Fighter 1 og Street Fighter Alpha 1 2 og 3)
- Cody (basseret på figur fra spillet "Final Fight") (fra Street Fighter Alpha 2 og 3)
- Dee Jay (fra Super Street Fighter 2 og Street Fighter Alpha 3)
- Guy (basseret på en figur fra spillet "Final Fight") (fra Street Fighter Alpha 1 2 og 3)
- Juri
- T.Hawk (fra Super Street Fighter II og Street Fighter Alpha 3)

## Super Street Fighter IV Arcade Edition
Super Street Fighter IV Arcade Edition som udkom til PS3 Xbox 360 & PC i 2011
Super Street Fighter IV Arcade Edition
- Evil Ryu (fra Street Fighter Alpha 2 Gold og 3)
- Oni
- Yang (var med i "New Generation", men var identisk med Yun. Er med "2nd Impact" blevet en unik figur) (fra Street Fighter 3)
- Yun (fra Street Fighter 3)

## Ultra Street Fighter IV
Udkommer i juni 2014 til PS3 Xbox 360 & PC
Ultra Street Fighter IV
- Poison (basseret på en figur fra spillet "Final Fight")
- Hugo (basseret på en figur fra spillet "Final Fight") (fra Street Fighter 3)
- Rolento (basseret på en figur fra spillet "Final Fight") (fra Street Fighter Alpha 2 og 3)
- Elena (fra Street Fighter 3)